# Exocentrus montilineatus
Exocentrus montilineatus är en skalbaggsart som beskrevs av Keiichi Kusama och Tahira 1977. Exocentrus montilineatus ingår i släktet Exocentrus och familjen långhorningar. Inga underarter finns listade i Catalogue of Life.